# Une épine dans le cœur
Pour plus de détails, voir Fiche technique et Distribution.
Une épine dans le cœur (Una spina nel cuore) est un film franco-italien réalisé par Alberto Lattuada et sorti en 1986 en Italie et en 1987 en France.

## Synopsis
L'action se déroule près du Lac d'Orta. Le film raconte la rencontre entre Caterina, une jeune fille mystérieuse, et Guido, un joueur de poker.

## Fiche technique
- Titre italien : Una spina nel cuore
- Titre français : Une épine dans le cœur
- Réalisation : Alberto Lattuada
- Scénario : Franco Ferrini, Alberto Lattuada, Enrico Oldoini, d'après un roman de Piero Chiara
- Photographie : Luigi Kuveiller
- Musique : Armando Trovajoli
- Montage : Ruggero Mastroianni
- Durée : 90 minutes
- Dates de sortie: 
  - Italie : 6 février 1986
  - France : 24 juin 1987

## Distribution
- Anthony Delon : Will
- Sophie Duez : Caterina Marini
- Antonella Lualdi : Adelaide Biotti
- Gastone Moschin : Dottor Trigona
- Leonardo Treviglio : Tibiletti
- Carola Stagnaro : Teresita
- Angelo Infanti : Roberto Dionisotti